# Stephen Stills
Stephen Arthur Stills (Dallas (Texas), 3 januari 1945) is een Amerikaanse gitarist en singer-songwriter, die het bekendst is als lid van de groepen Buffalo Springfield en Crosby, Stills, Nash & Young.

## Biografie
Stephen Arthur Stills werd geboren in Dallas, maar groeide op in Florida. Zijn vader was aannemer wiens zaken meestal met het leger van doen hadden, zodat er vaak verhuisd werd. Stills zat op vijf verschillende middelbare scholen en leerde diverse instrumenten bespelen, onder meer in de schoolfanfare; hij doneert nog steeds geld aan de fanfare van de universiteit van Florida. De smeltkroes van etnische stijlen die Florida te bieden had, zorgde ervoor dat Stills elke band waar hij lid van was verrijkte met zijn eigen mengsel van country, folk, blues, Latin, en rock.
Stills speelde eerst in een aantal minder succesvolle bands zoals de "Continentals" en de "Au Go Go Singers".
In 1965 vormde Stills samen met Neil Young en Richie Furay de groep Buffalo Springfield. Hij schreef onder meer hun bekendste nummer For what it's worth. Het nummer Rock and roll woman is een valentijnsode aan zangeres Grace Slick van Jefferson Airplane. Volgens Tom Petty was het gitaarspel van Stills in deze jaren vloeiend en bluesy en dat van Young boos en fuzzy.
Na het uiteenvallen van Buffalo Springfield in 1968 vormde Stills samen met ex-Byrd David Crosby en ex-Hollie Graham Nash in 1969 de supergroep Crosby, Stills & Nash (CSN). Stills typeerde de samenzang als een combinatie van 'de mooie Keltische klaagzang van Graham, het kattengespin van David en mijn eigen cementmolen'. Volgens criticus Lorrie Moore zag men Nash als organisator, Crosby als de man met het juiste instinct en Stills als de man met de muzikale vaardigheden en het briljante talent om liedjes te schrijven. Het nummer Suite: Judy blue eyes, over Judy Collins en met een Latin coda, laat al horen hoe Stills alle invloeden samensmeedt tot een geheel.
Later kwam daar ook Neil Young bij, en werd het Crosby, Stills, Nash & Young (CSNY). Stills had Young nodig als vonk om zijn eigen gitaarsolo's te laten ontvlammen, met soms spectaculaire gitaarduels als resultaat. Mede hierdoor kent CSNY een heel andere dynamiek dan CSN.
In 1971 richtte Stills de groep Manassas op met onder anderen Chris Hillman en Al Perkins. Manassas bracht twee albums uit, Manassas en Down The Road. Tegenwoordig worden deze vaak als solo-albums van Stephen Stills beschouwd.
CSNY viel uiteen in 1970, waarna de leden elk een solocarrière opbouwden. Stills heeft een twaalftal solo-albums uitgebracht. Af en toe waren er nog reünies met Crosby, Nash en ook Young. Sinds 1985 was Gerry Tolman Stills manager evenals voor Graham Nash (sinds 1989) en Crosby, Stills & Nash.

## Politiek engagement
Stills beijvert zich er al sinds de jaren van president Richard Nixon voor om Amerikanen naar de stembus te krijgen voor de Congresverkiezingen. Daartoe heeft hij door heel Amerika opgetreden voor de campagnes van diverse lokale Congresleden. In 2000 maakte hij deel uit van de Democratic Credentials Committee in Florida gedurende de conventie van de Democraten en was in vorige jaren gedelegeerde. Een tijd lang was Stills het enige lid van CSNY dat mocht stemmen: Crosby had een strafblad en de andere twee zijn geen Amerikanen.

## Persoonlijk
- Stills is vanaf zijn geboorte doof aan één oor en tegenwoordig hardhorend aan het andere, zodat hij bijna doof is. Hij heeft residupijn aan een lang geleden gebroken hand die zijn gitaarspel belemmert en artritis.[2]
- Stephen Stills was van 1973 tot 1981 gehuwd met de Franse zangeres Véronique Sanson.
- In 2008 werd hij aan prostaatkanker geopereerd.
- Een gitaar van hem werd verkocht in "Pawn Stars" (Las Vegas) voor 85.000 dollar.
- Stephen Stills zoon Chris Stills is ook singer songwriter.

## Discografie

### Albums
| Album met eventuele hitnotering(en) in de Nederlandse Album Top 100 | Datum van verschijnen | Datum van binnenkomst | Hoogste positie | Aantal weken | Opmerkingen       |
| ------------------------------------------------------------------- | --------------------- | --------------------- | --------------- | ------------ | ----------------- |
| Stephen Stills                                                      |                       | 2-1-1971              | 17              | 13           |                   |
| Stephen Stills 2                                                    |                       | 3-7-1971              | 8               | 12           |                   |
| Down the road                                                       |                       | 12-5-1973             | 12              | 5            | Met Manassas      |
| Stills                                                              |                       | 12-7-1975             | 14              | 10           |                   |
| Illegal Stills                                                      |                       | 22-5-1976             | 29              | 4            |                   |
| Long may you run                                                    |                       | 25-9-1976             | 6               | 12           | Stills-Young Band |
| Man alive!                                                          | 2005                  |                       |                 |              |                   |
| Carry on                                                            | 2013                  | 30-03-2013            | 83              | 1*           |                   |
| Everybody Knows                                                     | 2018                  |                       |                 |              | Met Judy Collins  |

### Singles
| Single met eventuele hitnotering(en) in de Nederlandse Top 40 | Datum van verschijnen | Datum van binnenkomst | Hoogste positie | Aantal weken | Opmerkingen           |
| ------------------------------------------------------------- | --------------------- | --------------------- | --------------- | ------------ | --------------------- |
| Love the one you're with                                      |                       | 2-1-1971              | 18              | 4            |                       |
| Change partners                                               |                       | 26-6-1971             | 24              | 4            |                       |
| Marianne                                                      |                       | 4-9-1971              | 34              | 4            |                       |
| Isn't it about time                                           |                       | 12-5-1973             | tip10           |              | Met Manassas          |
| Turn back the pages                                           |                       | 9-8-1975              | tip7            |              |                       |
| Long may you run                                              |                       | 4-9-1976              | 17              | 8            | als Stills-Young Band |
| Midnight on the bay                                           |                       |                       |                 |              | als Stills-Young Band |

### NPO Radio 2 Top 2000
Van Stephen Stills stond alleen Love the one you're with in 2002 in de NPO Radio 2 Top 2000, op plek 648.